# 白渠
白渠，中国陕西关中地区古代著名水利工程。白渠开凿于西汉武帝太始二年（前95年），由于是赵中大夫白公的建议，故而得名白渠，也常与原有的郑国渠合称郑白渠。因渠水來自涇河，明代開始又叫涇渠。

## 流域
白渠工程與鄭國渠相似，在涇河從北方山谷流入關中平原處，把部份河水引入主渠；主渠起初與涇河平行而相近，進入關中平原時分開；渠道灌溉系統分為幾支，水流通過叫「斗」的出水閘門分別進入溝渠，流向農田。主渠渠道歷代變化不大，變化的多是沿渠道支流而分布的閘門「斗」。唐代時有斗176個，元代135個，晚清時只有106個。
白渠西起自池阳谷口郑国渠南岸，引出泾河水流向东南，经池阳、栎阳向东到下邦后折向南注入渭河，全长二百里，受益农田四千五百余顷。

## 作用
鄭白渠灌溉面積逐漸減少。史書記載，鄭國渠灌田4萬頃，漢代白渠4千頃，唐代時6千至1萬頃，北宋時2-6千頃，維修後增至3萬頃，元代後期7-8千頃，明代中期8千頃（可能虛報），明代後期及清代前期減至700頃。
白渠溉田四千五百余顷。由于泾河含有较多泥沙，白渠也为关中平原农田带来了肥沃的沉积土壤。时人赞曰：“泾水一石，其泥数斗。且溉且粪，长我禾黍。衣食京师，亿万之口。”

## 技術困難
涇河流量隨季節變化，極為懸殊，還有10年一度的洪水。涇河含沙量特高，導致渠道渠床升高，特別是上游部份。渠口位置，相對於涇河水位越越高，引水入渠也越來越困難，因此「渠首」（渠口）必須向涇河上游遷移。在11世紀初、14世紀前期和15世紀後期，都有遷移工程，包括在岩石上開鑿新入口，以及新的引水渠道。15世紀那一次遷移，甚至在渠道最高地段開鑿隧洞。

## 歷史
东汉迁都洛阳后，白渠一度废弃，直至十六国时前秦以关中为根据地时，苻坚方组织农工对白渠加以整修。西魏定都关中之后，也对白渠加以重修，但成效並不显著。
至唐朝时，由于郑国渠已完全废弃，白渠遂成为关中灌溉的主要河渠，分为三白渠：即太白渠、中白渠和南白渠。唐高宗永徽年间，白渠灌溉总面积达到一万多顷，成为关中农业命脉。唐中期之后，由于白渠上大量设立水车、水磨等水力机械，并且泾河上游用水增加，导致白渠水量急剧减少，虽然几乎每二十年疏浚一次，灌溉面积还是减少至原有的五分之一。
北宋、金、元均设立专员对白渠进行管理，直属中央政府。宋太宗淳化二年（991年）秋，有泾阳县民杜思渊上书，请修白渠石堰，“以用功尤大，不能就而止。”至道元年（995年），又有度支判官梁鼎等人上书，“请遣使先诣三白渠行视，复修旧迹。”朝廷下命大理寺丞皇甫选等規劃，但無结果。宋神宗時另开丰利渠，引泾水。元仁宗延祐元年（1314年）重新開浚白渠，但因施工粗疏，無濟於事。
明朝时白渠缩小，改由陕西省设专员管理。明代泾阳洪渠是在郑国渠和白渠的基础上修建起来的，“由是泾阳、高陵等五县之田，大获其利。”，即今临潼县康桥镇以西的“郑国渠遗址”。清朝雍正年间，白渠进一步缩小，改由西安府管理。
1737年，主渠入口被封閉，涇河河水不再引入渠道，渠水改為來自隧洞內的泉水，渠道亦改稱「龍洞渠」，散归各县管理。此后白渠不再见诸史书。

## 參看
- 鄭國渠
- 涇惠渠灌區